# Jorge Azanza
Jorge Azanza Soto (født 16. juni 1982) er en tidligere spansk professionel landevejsrytter.